# Carex quadriflora
Carex quadriflora là một loài thực vật có hoa trong họ Cói. Loài này được (Kük.) Ohwi mô tả khoa học đầu tiên năm 1932.